# Geopora sumneriana
Pézize des cèdres, Sépultarie de Sumner
Espèce
Geopora sumneriana, la Pézize des cèdres ou Sépultarie de Sumner, est une espèce européenne de champignons ascomycètes de la famille des Pyronemataceae. Le genre Geopora, auquel elle appartient, caractérise des champignons se développant sous le sol sous forme de sphères creuses, pour apparaître à la surface uniquement lors de l'ouverture. Cette espèce est principalement en association mycorhizienne avec les Cèdres.

## Description
Ce champignon a un ascocarpe tapissé à l'extérieur de longs poils serrés brun-foncé. Il brise la surface du sol au printemps en se déchirant en étoile au sommet pour former une coupe de couleur interne (hyménium) gris blanchâtre à crème ocracée (apothécie) atteignant de 1 cm à 7 cm de diamètre et de 1 cm à 5 cm de hauteur. La chair est blanche, sa saveur insipide et son odeur sans particularité,. 
Par comparaison, les autres espèces européennes de Geopora sont plus petites, de 0,5 cm à 2 cm pour G. tenuis et G. arenicola, ou automnale, pour G. foliacea. Une autre espèce peut être confondue avec G. sumneriana, il s'agit de Sarcosphaera coronaria à la face externe lisse et interne violacée et se développant sous une large gamme de conifères.

## Écologie et répartition
Cette espèce ectomycorhizienne se rencontre en petits groupes préférentiellement sous les Cèdres,. Quoique rares, d'autres associations sont possibles comme avec l'If commun ou le Genévrier grec. Geopora sumneriana peut être parasitée par un mycovirus de la famille des Narnaviridae nommé Mitovirus. 
Cette espèce se rencontre sur l'ensemble du continent européen, dont une majorité du territoire métropolitain français.

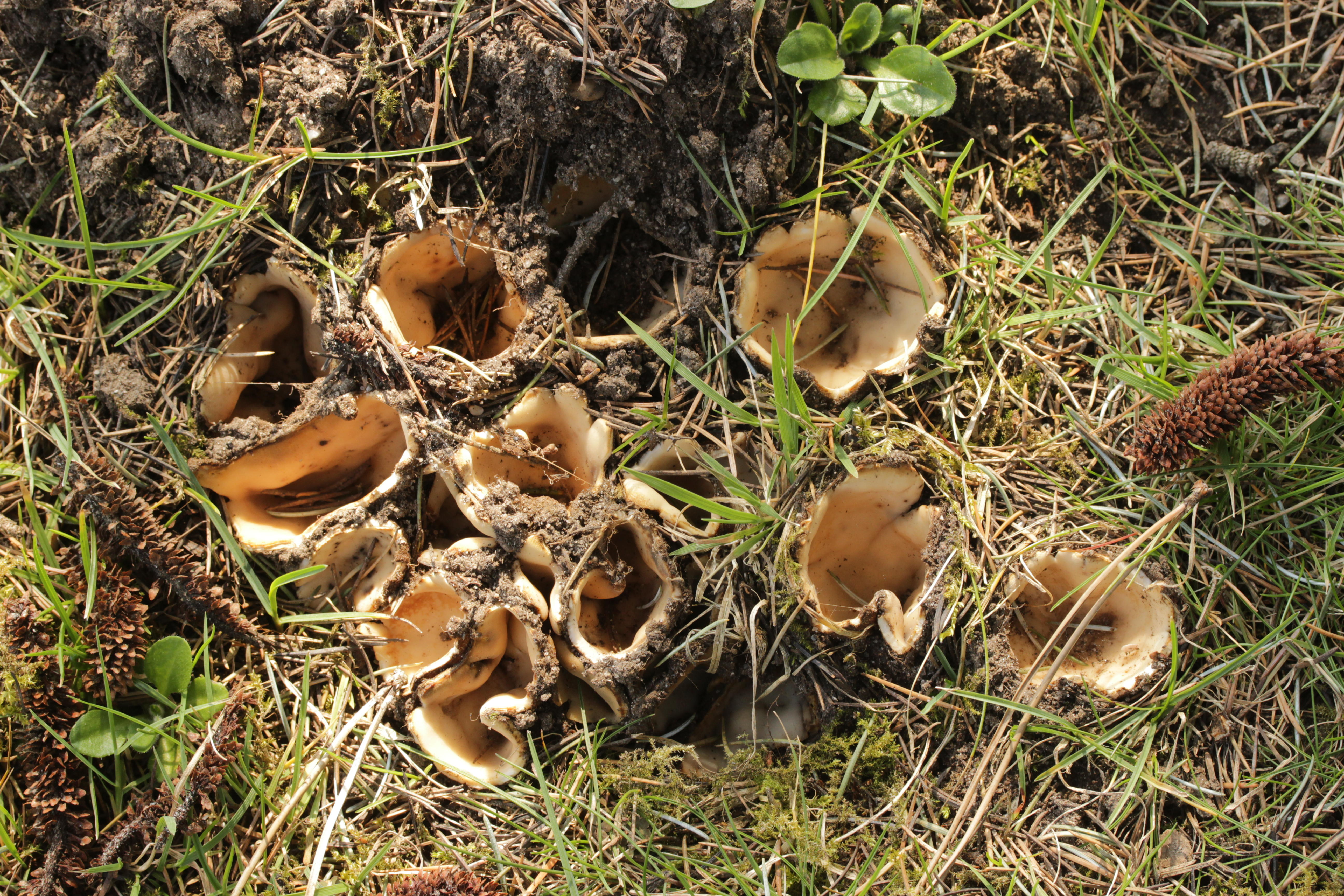
Düsseldorf (Allemagne)
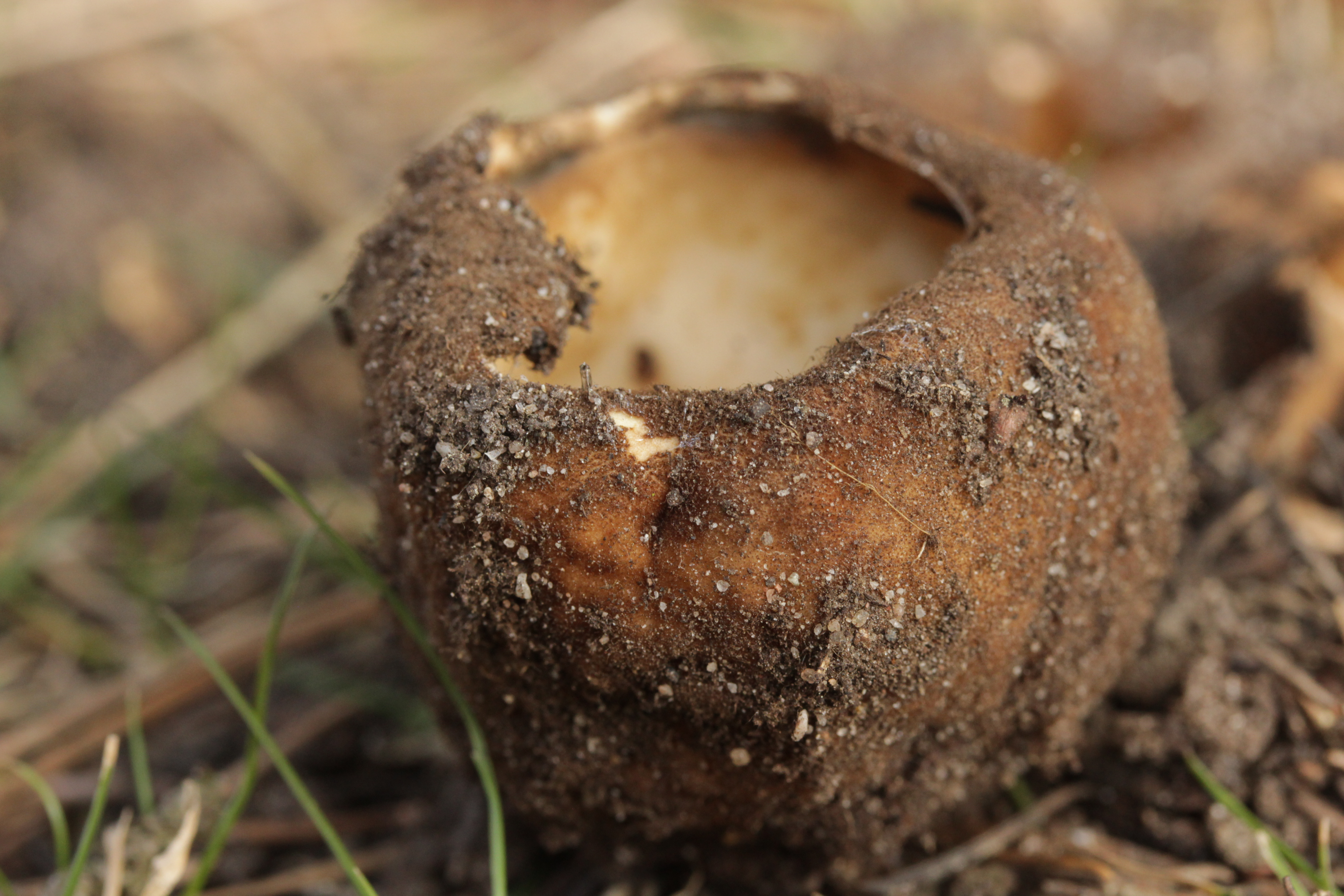
Düsseldorf (Allemagne)
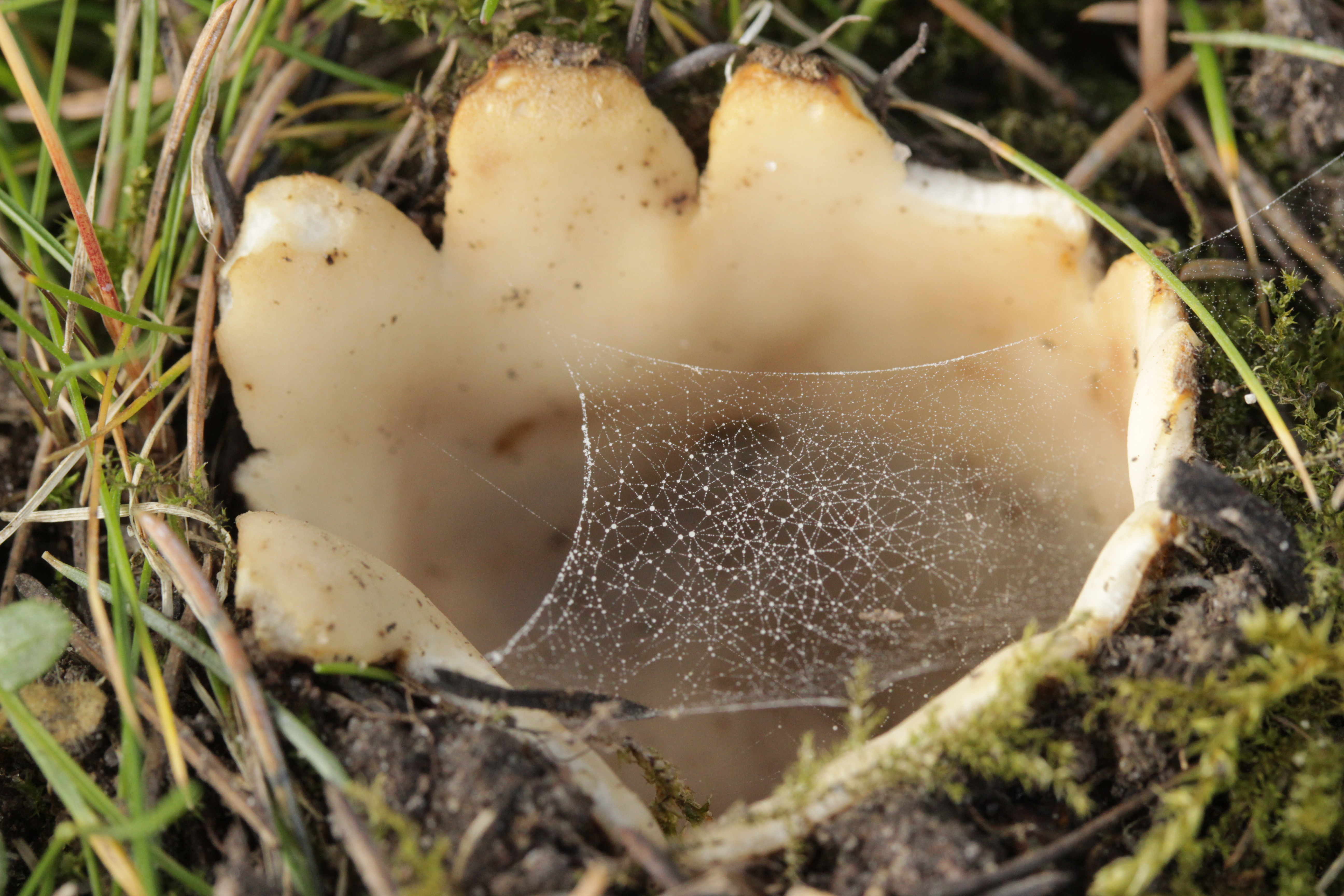
Düsseldorf (Allemagne)
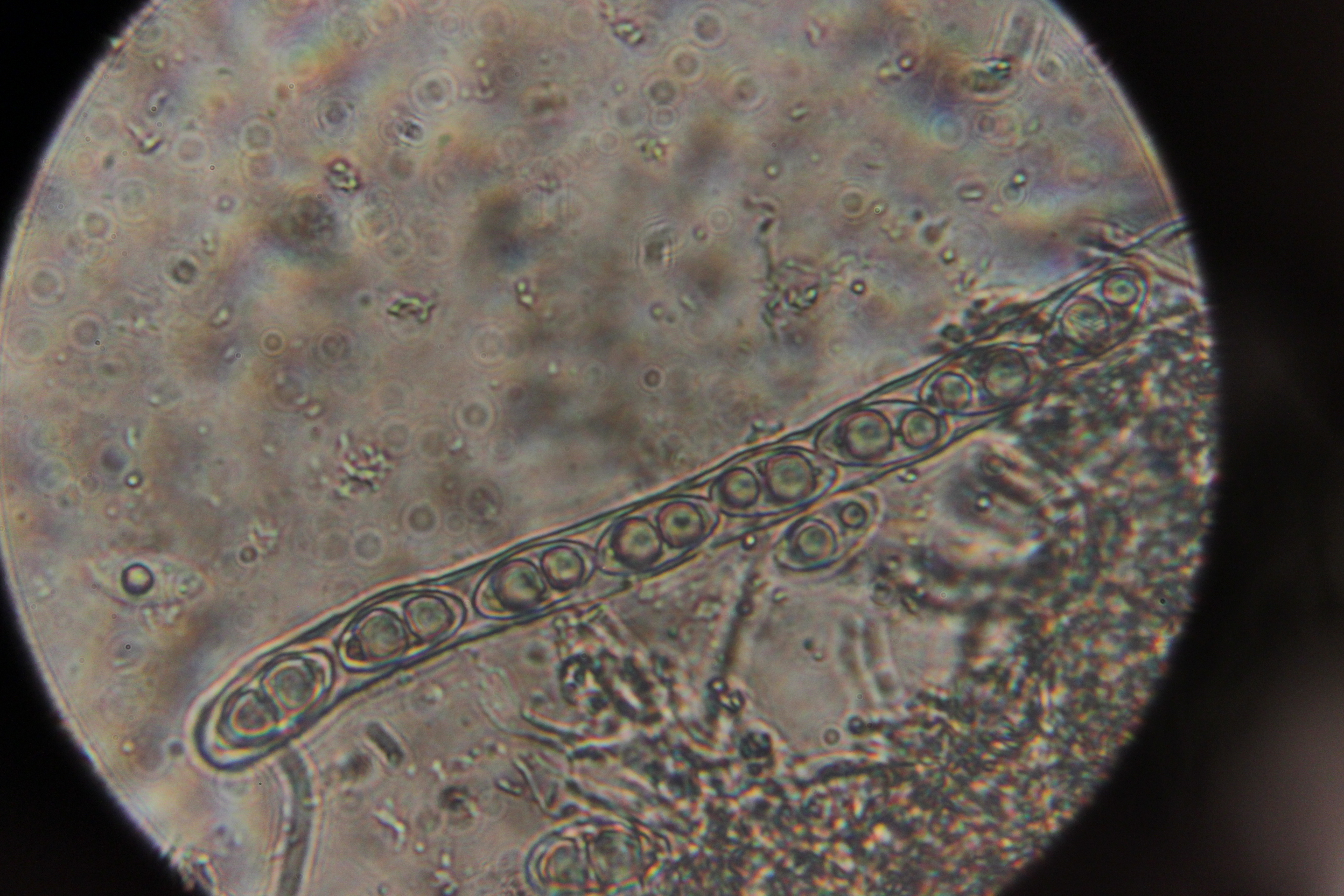
Spores elliptiques, lisses et incolores dans un asque mûr à sommet non amyloïde[2].

## Systématique
Le nom correct complet (avec auteur) de ce taxon est Geopora sumneriana (Cooke) M. Torre, 1975.
L'espèce a été initialement classée dans le genre Peziza sous le basionyme Peziza sumneriana Cooke, 1877.

### Publication originale
- (es) M. de la Torre, « Estudio sobre "Discomycetes" operculados: clave y géneros nuevos para la flora española peninsular », Anales del Instituto Botánico A. J. Cavanilles, vol. 32, no 2,‎ 1975, p. 85-101 (ISSN 0365-0790, lire en ligne).

### Noms français
Ce taxon porte en français les noms vulgarisés et normalisés « Pézize des cèdres » et « Sépultarie de Sumner ».

### Synonymie
Geopora sumneriana a pour synonymes :
- Lachnea sumnerae (Berk. & Broome) Sacc. & Traverso, 1910
- Lachnea sumneri (Berk. & Broome) Sacc. & Traverso (1910), 1910
- Lachnea sumneriana (Cooke) W. Phillips, 1887
- Peziza lanuginosa var. sumnerae Berk. & Broome, 1866
- Peziza lanuginosa var. sumneri Berk. & Broome (1866), 1866
- Peziza sumnerae (Berk. & Broome) J.T. O'Gorman, 1884
- Peziza sumneri (Berk. & Broome) J.T. O'Gorman (1884), 1884
- Peziza sumneriana Cooke, 1877
- Sarcosphaera sumneriana (Cooke) Lindau, 1896
- Scutellinia sumneriana (Cooke) Kuntze, 1891
- Sepultaria sumnerae (Berk. & Broome) Boud., 1907
- Sepultaria sumneri (Berk. & Broome) Boud. (1907), 1907
- Sepultaria sumneriana (Cooke) Boud., 1894